# Ingeborg Rapoport

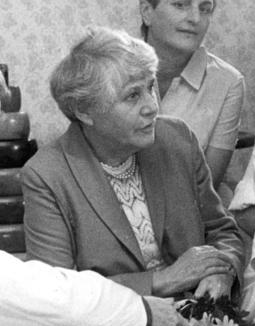
Ingeborg Rapoport (1985)

Ingeborg „Inge“ Syllm-Rapoport (geboren am 2. September 1912 in Kribi, Deutsches Schutzgebiet Kamerun als Ingeborg Syllm; gestorben am 23. März 2017 in Berlin) war eine deutsche Ärztin und Professorin für Pädiatrie an der Kinderklinik der Charité in Ost-Berlin und von 1969 bis 1973 Inhaberin des ersten europäischen Lehrstuhls für Neonatologie. Sie zählte über die Wissenschaftsgemeinde in der Deutschen Demokratischen Republik hinaus zu den renommiertesten Kinderärzten ihrer Zeit. Im Alter von 102 verteidigte sie ihre Dissertation aus dem Jahre 1937, welche ihr aufgrund der Rassegesetze der Nazis verwehrt geblieben war.

## Biografie

### In Deutschland
Ingeborg A. Syllm wurde 1912 in Kribi in Kamerun geboren. Sie wurde protestantisch erzogen. Ihre Eltern waren der Hamburger Kaufmann Paul Friedrich Syllm (Sillem) und die Konzertpianistin Maria Feibes (23. September 1891 in Aachen – 15. September 1980 in Madison, Wisconsin).
Kurz nach ihrer Geburt kehrte die Familie nach Deutschland zurück und wählte Hamburg zu ihrem Wohnsitz. 1928 ließen sich die Eltern scheiden. Maria Feibes arbeitete als Klavierlehrerin, um allein für ihre Mutter und ihre beiden Kinder Inge und Hellwig (1909–2004) zu sorgen, denn Paul Syllm kam nicht für den Unterhalt seiner Familie auf, nachdem er das Vermögen seiner Frau verbraucht und sie mehrere Jahre lang betrogen hatte.
Im September 1933 konvertierte Maria Feibes zum Judentum, der Religion ihrer Mutter, auch um damit ein Zeichen gegen die politische Entwicklung in Deutschland zu setzen. Die Arbeitsstelle als Musiklehrerin an der Hamburger Klavierakademie Hans Hermanns verlor sie 1935 durch den Ausschluss aus der Reichsmusikkammer.
Ingeborg Syllm besuchte in Hamburg das private Heilwig-Lyzeum. Dort fühlte sie sich isoliert. Durch Nachhilfestunden musste sie das Familieneinkommen aufbessern. Das anschließende Medizinstudium schloss sie 1937 mit dem Staatsexamen ab. Dabei musste die Prüfungsarbeit auf Prüfungspapier mit gelbem Randstreifen angefertigt werden, was sie als Jüdin kennzeichnete. Anschließend war sie von 1937 bis 1938 als Assistenzärztin am Israelitischen Krankenhaus Hamburg tätig.
Während dieser Zeit fertigte sie bei Rudolf Degkwitz ihre Dissertationsschrift über Lähmungserscheinungen infolge von Diphtherie an. Die Zulassung zur mündlichen Doktorprüfung und damit die Promotion wurden ihr jedoch 1937 von den nationalsozialistischen Hochschulbehörden im Deutschen Reich verweigert, da sie aufgrund ihrer jüdischen Großeltern mütterlicherseits als jüdischer Mischling ersten Grades eingestuft und ihr damit die Studienberechtigung nachträglich aberkannt wurde.

### In den Vereinigten Staaten
Im September 1938, kurz vor der Pogromnacht, emigrierte sie auf Veranlassung ihrer Mutter, die ihr im Januar 1939 nachfolgte, in die Vereinigten Staaten. In den USA wurde ihr Staatsexamen nicht anerkannt, so dass sie zwei weitere Jahre am Women’s Medical College of Pennsylvania in Philadelphia studierte, was sie sich nur leisten konnte, weil sie ein Hearst-Stipendium erhalten hatte.
Von 48 medizinischen Hochschulen, an denen sie sich beworben hatte, hatten nur zwei geantwortet und sie zu einem Gespräch eingeladen. Die Columbia-Universität hatte sie wegen ihrer Mittellosigkeit abgewiesen: 

„Für immer sehe ich das riesige Managerzimmer des Dekans der Medical School vor mir, den übergroßen Schreibtisch und die riesigen Sessel. Er bat mich, Platz zu nehmen, und prompt versank ich im dunkelbraunen Leder. Dann stellte er mir eine einzige Frage: „Wieviel Geld haben Sie?“ Und als ich ihm antwortete „Gar keins“, erhob er sich aus seinem Sessel hinter dem Schreibtisch und sagte höflich und bestimmt: „Dann brauchen wir kein weiteres Wort miteinander zu wechseln.““

Sie war neben dem Studium bis 1940 als Assistenzärztin in Brooklyn und Akron, Ohio tätig, bis sie 1940 den Medical Doctor erwarb, einen beruflichen Abschluss, der nicht der deutschen Promotionsleistung entspricht. Sie spezialisierte sich in der Folgezeit an verschiedenen Einrichtungen im Fachgebiet Pädiatrie. Damit war es Inge Syllm wie nur wenigen geflüchteten jüdischen Medizinern gelungen, in den Vereinigten Staaten beruflichen Erfolg zu finden. An der University of Cincinnati lernte sie 1944 Samuel Mitja Rapoport kennen. Sie heirateten 1946.
Rapoport, die später wie ihr Ehemann Mitglied der Kommunistischen Partei der USA wurde, engagierte sich in Amerika politisch gegen Rassendiskriminierung. Unter dem Eindruck der Rassentrennung in den USA wurde sie nach eigenen Worten „von der gläubigen Christin zur gläubigen Kommunistin“. Sie verteilte an Wochenenden mit ihrem Mann die Zeitung The Worker. 1950 unterschrieben beide den Stockholmer Appell zur Ächtung von Atomwaffen. Die Presse von Cincinnati unterstellte dem Ehepaar zunehmend subversive Aktivitäten. Unter anderem wurde der Vorwurf erhoben, ihr Mann habe einen Anschlag auf die Wasserversorgung von Cincinnati geplant. Seine politischen Auffassungen polarisierten Mitarbeiter und Berufskollegen. Während eines Kongresses in der Schweiz im Jahre 1950, in der Zeit der McCarthy-Ära, war ihr Mann per Telegramm darüber informiert worden, dass er Ziel des Komitees für unamerikanische Umtriebe sei, und er kehrte daher nicht in die USA zurück. Die hochschwangere Inge Rapoport holte die Kinder aus den Vereinigten Staaten nach Zürich.
Sie ließen sich zunächst in Österreich nieder. Als Antizionisten kam eine Auswanderung nach Israel für beide nicht in Frage, obwohl das Weizmann-Institut in Israel Mitja eine Stelle angeboten hatte. Auch die Bundesrepublik Deutschland war für beide ausgeschlossen, da „zu viele Angehörige brauner Seilschaften sich trotz des Zusammenbruchs in den neuen Staat hinübergerettet […] und dort bereits wieder wichtige Positionen besetzt (hatten).“
Die Universität in Wien lehnte jedoch eine Professur für Mitja ab, da die CIA nach Darstellung von Rapoport über eine schwarze Liste intervenierte. Die CIC hatte gedroht, der Universität die US-Subventionen zu streichen.

### In der DDR
Die Familie zog 1952 in die Deutsche Demokratische Republik (DDR), wo man Samuel Mitja Rapoport eine Professur an der Charité in Ost-Berlin angeboten hatte. In den folgenden Jahrzehnten wurde er zu einem der bekanntesten Biochemiker des Landes. Ingeborg Rapoport wirkte zunächst als Oberärztin am Hufeland-Krankenhaus in Berlin-Buch, wo sie 1953 ihre Anerkennung als Fachärztin für Kinderheilkunde erhielt. Anschließend arbeitete sie in der experimentellen Forschung am Institut für Biochemie der Humboldt-Universität zu Berlin, an der sie sich 1959 habilitierte.
Von 1959 bis zu ihrer Emeritierung im Jahr 1973 war sie an der Kinderklinik der Charité tätig, darunter ab 1960 als Dozentin. 1964 wurde sie als Professorin mit Lehrauftrag habilitiert. 1968 wurde sie ordentliche Professorin für Pädiatrie und 1969 Inhaberin des ersten europäischen Lehrstuhls für Neonatologie.
Im Nachruf der Charité heißt es: 

„Prof. Rapoport war als leidenschaftliche Forscherin, engagierte Kinderärztin und Lehrerin hoch geschätzt. Dabei war sie auch immer eine streitbare Reformerin und überzeugte Sozialistin. […] Bis zu ihrer Emeritierung 1973 entwickelte Ingeborg Rapoport ihre Abteilung inhaltlich und strukturell mit dem Neuaufbau einer Station für Neugeborenen-Intensivtherapie und einer Forschungsabteilung (Schwerpunkte Hypoxie, Bilirubin, Surfactant) weiter. Damit gehörten auch die Forschungen in der Neonatologie und der Pädiatrie zu ihren Verdiensten. Nach ihrer Emeritierung war Prof. Rapoport noch bis in die achtziger Jahre hinein wissenschaftlich tätig und engagierte sich in der Nachwuchsförderung.“

Im Nachruf durch ihren Fachkollegen Roland Wauer heißt es:

„Bei all ihrer fortbestehenden sozialistischen Überzeugung erlebte ich sie als eine Frau, die persönliche Qualitäten ihrer Mitarbeiter, wie Redlichkeit, ärztliches Engagement für die Forschung, klinische und wissenschaftliche Leistungsbereitschaft über politische Gesichtspunkte stellte. Sie war nicht nachtragend, wenn man ihren Werbungen für eine aktive Durchsetzung ihrer sozialistischen Ideale in der SED widerstand.“

## Auffassungen zur DDR
Inge Rapoport war Mitglied der SED und verteidigte die DDR auch nach den Revolutionen im Jahr 1989 gegen die kommunistischen Diktaturen in mehreren Interviews. Ihrer Meinung nach war die DDR kein Unrechtsstaat, auch kein unmoralischer Staat. Sie beurteilte die kritische Darstellung Ostdeutschlands in den Medien und in der Forschung als Verleumdung, auch in Bezug auf die Verbrechen der Stasi.
Sie sah – trotz mancher Defizite der DDR – im Gesundheitswesen, in der sozialen Absicherung und im Bildungssystem eine Überlegenheit im Vergleich zur Weimarer Republik, zu den Vereinigten Staaten und der Bundesrepublik Deutschland. Sie lobte insbesondere das Gesundheitssystem für die Gewährleistung der Gleichbehandlung aller ohne Rücksicht auf soziale Herkunft und Wohlstand. Rapoport war der Meinung, dass die moderne Gesellschaft von der DDR lernen könne, und äußerte, sie vermisse bestimmte Aspekte des Lebens in der DDR. Es sei die beste Gesellschaft, die sie erlebt habe. In der Zukunft werde sich das Bild der DDR deutlich vom heutigen unterscheiden.
Eberhard Hofmann schrieb im Nachruf auf ihren Ehemann:
„Inge und Mitja Rapoport traten stets für die zu ihrer Wahlheimat gewordene DDR ein, die für sie die einzige Alternative zu dem Deutschland war, das die Welt in zwei Kriege gestürzt und mehr als sechs Millionen Angehörige ihres Volkes ermordet hatte. Den Untergang der DDR empfanden beide schmerzhaft als das Ende ihres dritten Lebens.“
Ihr war jedoch auch bewusst, dass sie mit ihrer Familie in der DDR privilegiert war und dass die Benachteiligung von Kindern aus bürgerlichen Familien in der DDR falsch gewesen sei.
Sie betonte häufig, wenn die Beziehung von Arzt und Patient vom Geld geprägt ist, sei der humanistische Auftrag der Heilkunde in Gefahr.

## Auszeichnungen
- 1969 wurde Ingeborg Rapoport der Ehrentitel Verdienter Arzt des Volkes verliehen
- 1973 Vaterländischer Verdienstorden in Bronze
- 1977 Vaterländischer Verdienstorden in Silber
- 1984 erhielt sie zusammen mit anderen Ärzten den Nationalpreis der DDR III. Klasse für Wissenschaft und Technik für ihren Beitrag zur Senkung der Säuglingssterblichkeit in der DDR.

Anlässlich ihres 100. Geburtstages veranstaltete die Charité gemeinsam mit der Leibniz-Sozietät im Oktober 2012 einen akademischen Festakt zu Ehren von Ingeborg und Samuel Mitja Rapoport.
Die in Hamburg ansässige Rapoport-Gesellschaft e. V. widmet sich der „Pflege und Verbreitung des Erbes“ der Rapoports.

## Anerkennung ihrer Promotion 2015 nach 77 Jahren
Der Dekan der medizinischen Fakultät der Universität Hamburg, Uwe Koch-Gromus, erfuhr zur Zeit ihres 100. Geburtstags von ihrer Lebensgeschichte und wandte sich an die Rechtsabteilung der Universität. „Es war mir ein großes Anliegen, das bisschen, was man wiedergutmachen kann, zu unternehmen.“
Entgegen der Möglichkeit einer prüfungslosen Anerkennung eines Doktor honoris causa legte Rapoport Wert darauf, die Prüfung abzulegen, allerdings nicht zum Wissensstand zur Zeit ihrer Promotionsschrift, sondern zur Geschichte der Diphtherieforschung bis zur Gegenwart.
Im Mai 2015 verteidigte Ingeborg Rapoport in einem 45-minütigen Prüfungsgespräch vor drei Professoren der Universität Hamburg ihre Doktorarbeit, fast 80 Jahre nach deren Anfertigung und 77 Jahre nach der Ablehnung als Folge ihrer jüdischen Herkunft. Möglich war die nachgeholte Prüfung deshalb, weil ihr 1938 von ihrem Doktorvater Rudolf Degkwitz ein Schreiben ausgestellt worden war, in dem er bestätigte, er habe ihre Doktorarbeit angenommen, könne sie aber aufgrund der geltenden Gesetze nicht zur Promotion zulassen.
Am 9. Juni 2015 erhielt sie die Promotionsurkunde mit der Gesamtnote magna cum laude überreicht. Mit 102 Jahren war sie damit der älteste Mensch, der ein Promotionsverfahren abgeschlossen hatte. „Nicht nur unter Berücksichtigung ihres hohen Alters war sie einfach brillant. Wir waren enorm beeindruckt von ihrer intellektuellen Wachheit und sprachlos über ihr Fachwissen. Auch im Bereich moderner Medizin. Das war einfach unglaublich“, kommentierte Uwe Koch-Gromus die Prüfungsleistung.
Als Motiv für ihre Bemühungen um späte Anerkennung äußerte Ingeborg Rapoport: „Ich habe meine Promotion für die Opfer gemacht“.

## Privates
Aus der Ehe von Ingeborg und Samuel Mitja Rapoport gingen vier Kinder hervor. Tom Rapoport wurde Biochemiker, Michael Rapoport lehrte als Mathematiker. Ihre Tochter Susan Richter („Fufu“) war als Kinderärztin in Berlin tätig, ihre Tochter Lisa, die kurz nach der Rückkehr aus Amerika fast blind geboren wurde, arbeitete trotz ihrer Behinderung als Kinderkrankenschwester an der Charité. Der Zelltechnologe Daniel Hans Rapoport ist ihr Enkel.
Ingeborg Rapoport starb im Alter von 104 Jahren. Sie wurde auf dem Friedhof Pankow III beerdigt.

## Fernsehen
Die einstündige Fernsehdokumentation von Sissi Hüetlin und Britta Wauer „Die Rapoports – unsere drei Leben“ zu Ingeborg Rapoports Memoiren Meine ersten drei Leben wurde 2004 erstmals auf Arte ausgestrahlt und 2005 mit dem Grimme-Preis ausgezeichnet.
In der 2021 in Das Erste ausgestrahlten dritten Staffel der TV-Serie Charité wird Ingeborg Rapoport von Nina Kunzendorf dargestellt.

## Publikationen (Auswahl)
- Research in Perinatal Medicine: An Interdisciplinary Approach with Special Emphasis on Epidemiology, Hypoxia and Infections. Berlin 1986 (als Mitherausgeberin)
- mit Anita Rausch, Lothar Rohland, Horst Spaar (Hrsg.): Das Gesundheitswesen der DDR – Eine historische Bilanz für zukünftige Gesundheitspolitik. Trafo, Berlin 2000, ISBN 3-89626-269-6 (Wissenschaftliche Arbeitstagung der Interessengemeinschaft Medizin und Gesellschaft).
- Meine ersten drei Leben, Autobiografie. Neues Leben, Berlin 2021, ISBN 978-3-355-01904-0, Neuauflage mit Vorwort von Daniel Rapoport.
- Kinderbuch: Eselsohren. Ein Lesebuch weint. Illustriert von Gertrud Zucker, Bildband 2017. Buch. ca. 80 S.: 56 Farbabbildungen. Hardcover Edition Märkische LebensArt, ISBN 978-3-943614-12-1.